# 1908 en hockey sur glace
Cette page présente les évènements de l'année 1908 au hockey sur glace.

## Europe

### Suisse
- 27 septembre 1908 : fondation de la Ligue Suisse de Hockey sur Glace.

## Autres évènements
- 15 mai 1908 : fondation à Paris de la Ligue Internationale de Hockey sur Glace[1] qui deviendra par la suite la Fédération Internationale de Hockey sur Glace.